# Аят
Ая́т, айа́т (араб. آية — знамення, знак, диво) — найменший відокремлений текст Корану, вірш. В Корані 6236 аятів, вони всі пронумеровані. В ісламі аят може стосуватися речей, відмінних від віршів Корану, таких як релігійні зобов’язання або космічні явища. У Корані це згадується в кількох віршах, як-от:
| " | Такими є знамення Аллага, які Ми читаємо тобі в істині. У яку ж розповідь, якщо не про Аллага та Його знамення, вони увірують? Аль-Джасійа 45:6 (Якубович) | " |

Окремими аятами, написаними чи вирізаними на каменях, дереві і таке інше, прикрашають мечеті і інші споруди, пишуть на надгробках. Деяким аятам приписується магічна сила (див. аят аль-Курсі).
Точна кількість аятів Корану, їх порядок і зміст визначалися Аллагом і передавались через Джібріла Пророку Мухаммаду, а той давав своїм сахаба вчити даровані аяти, одночасно повеліваючи записувати їх.

## Огляд значень

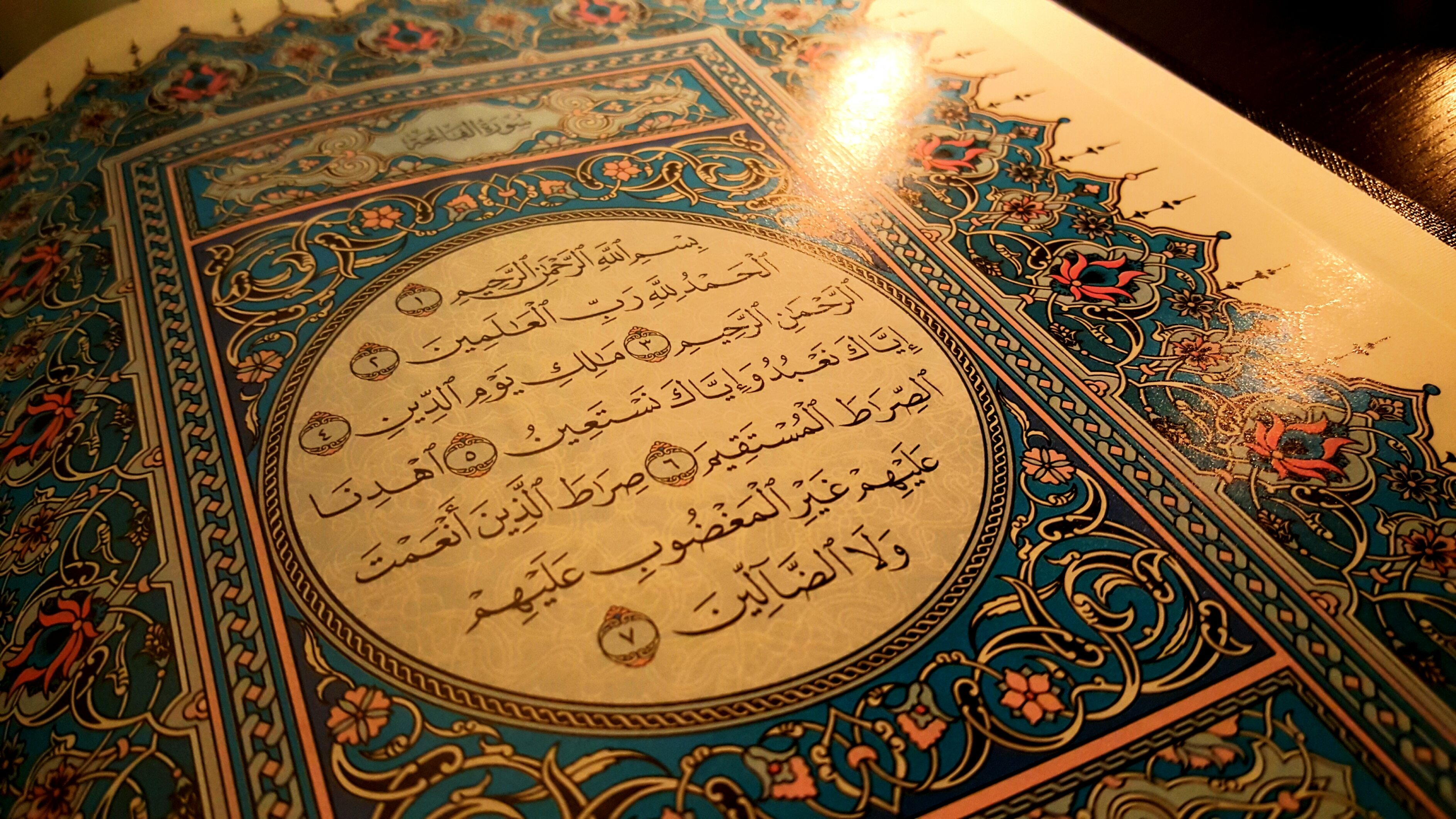
Аль-Фатіха

Хоча в контексті Корану воно означає «вірш», сумнівно, чи означає «آية» щось інше, крім «знаку», «доказу» або «видатної події» в тексті Корану. «Знаки» стосуються різних явищ, починаючи від Всесвіту, його створення, чергування дня і ночі, опадів і життя і зростання рослин. Інші згадки стосуються чудес або нагород за віру та долю невіруючих. Наприклад:
«Серед Його знамень — створення небес і землі, а також живих істот, яких Він там поселив. Він може зібрати їх, коли побажає!» (42:29)
«Знамення для них — мертва земля, яку Ми оживляємо та виводимо звідти зерно, яким вони харчуються.» (36:33)
«Вони вважали його брехуном, тож Ми знищили їх! Воістину, в цьому — знамення! Але ж більшість із них не вірує!» (26:139)
«…така сама людина, як і ми. Покажи нам знамення, якщо ти один із правдивих!» (26:154)
Кожний розділ (сури) Корану складаються з певної кількості аятів, чисельність яких коливається від 3 до 286. У довгій сурі вони можуть бути додатково згруповані в тематичні послідовності або уривки.

### Мухкам та муташабіх
З метою тлумачення аяти поділяються на дві групи: чіткі й недвозначні (мухкам) і двозначні (муташабіх). Це розрізнення ґрунтується на самому Корані: 
| " | Він — Той, Хто зіслав тобі Писання. Є в ньому аяти, які викладені зрозуміло, вони — матір Писання. А інші мають багато значень. Тож ті, чиї серця відхилилися убік, йдуть за багатозначним, прагнучи смути і прагнучи тлумачення їхнього. Але тлумачення їхнього не знає ніхто, окрім Аллага. І утверджені у знаннях говорять: «Ми віримо в це. Усе воно — від Господа нашого!» Але ж пам'ятають це лише обдаровані розумом! Аль Імран 3:7 (Якубович) | " |

Також існують дві різні методики. Методологія салафів — салафами були вчені, які жили протягом перших трьох століть після Гіджри. Найчастіше ця методологія полягала в наданні загальних пояснень, салафіти вважали, що ці аяти мають значення, відповідне досконалості Аллага. Замість того, щоб тлумачити значення, вони віднесли ці аяти муташабіх до аятів мухкам; зокрема салафіти вважають, що Бог набагато вище літературних значень цих атрибутів. Вони не коментують такі атрибутивні слова, скоріше вони вірять у них, коли вони згадуються, і таким чином посилають їхнє справжнє значення на Бога. Методологія халафів — халафами були вчені, які жили після перших трьох століть після Гіджри. Здебільшого справа полягала в наданні конкретного значення муташабіхським аятам. Вчені жили в той час, коли люди почали втрачати свою природну схильність до красномовної арабської, якою був написаний Коран. Бачачи, що люди стали слабшими в мові, вчені побоювалися, що слабкі у вірі прочитають такі значення в аятах муташабіхів, які не личать Аллагу.
Мухкам — ті аяти, які, згідно з правилами арабської мови, мають лише одне значення або мають чітке значення. Це, наприклад, ті, що стосуються безпосередньо Аллага і не можуть бути перекручені або трактовані хибно. І, навпроти, муташабіх — дискусійний тип. Термін «мухкам» буквально означає «зробити щось міцним і досконалим або захистити щось від дефектів чи помилок», водночас як муташабіх буквально означає «речі, які можна порівняти і узгоджувати один з одним, або які мають взаємну схожість або схожі», а в контексті Корану радше «ті вірші, які мають більше ніж одне значення, яке потребує екзегетичних зусиль для прояснення, або справжню природу якого неможливо зрозуміти шляхом простого міркування». Причина існування багатозначності полягає в тому, що Божественна мудрість є таємницею, і її ніколи не можна точно дізнатися.

#### Муташабіх у слові

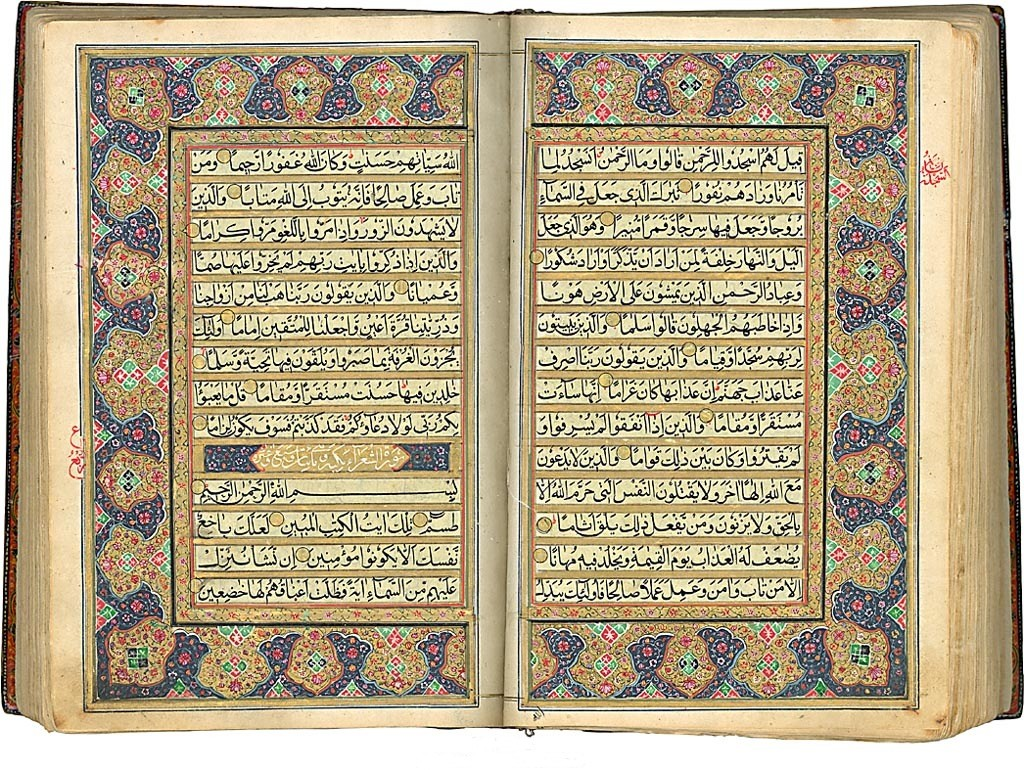
Коран XVIII ст. з Кашміру

Розглянемо окремі слова-муташабіх. Існує термін «гаріб», що можна розуміти як «дивний», «чужий». Отже, один з типів муташабіх — незвичайні слова, які найчастіше невідомі пересічній людині. Існує переказ, згідно з яким халіф Умар прочитав аят:
«і плоди, і пасовиська —» (80:31)
В арабскій слово «أَبّا» [abbāan], яке Якубович переклав як «пасовиська», на той час було рідковживане. Й навіть сам халіф не зміг досконало його пояснити, і, визнаючи обмеженість людських істот перед Богом, закінчив тезою про те, що треба звертати увагу на те, що пояснюється в Корані, і діяти згідно з вказівками, а те, що видається туманним, залишити на волю Всезнаючого. Наступний тип — багатозначні слова, розглянемо такий аят:
«Він підійшов до них і почав бити правицею.» (37:93)
Слово «يَمِينِ» [yamin], що виражено словом «правиця», в даному випадку означає або праву руку, або силу, або присягу. Коран має немало скорочень, тож третій тип виражається в стислості речень і необхідності знання контексту. Тобто певні вислови треба мати на увазі в тексті, а не конкретно в тому аяті, де вони є, і, відповідно, тлумачення доповнює ці пробіли. Четвертий і останній тип виник через нестрогий порядок слів арабської мови, через що виникли певні контексти в залежності від структури речення. Наприклад, якщо слово «قَيِّمًا» [qayyiman], яке можна перекласти як «безпомилково», у аятах:
«Хвала Аллагу, Який зіслав рабу Своєму Писання й не допустив у ньому жодних суперечностей, але зробив правильним, щоб застерегти ним від Своєї жорстокої кари й сповістити добру звістку віруючим, які роблять добрі справи. Воістину, для них — найкраща винагорода,» (18:1-2)
Поставити б слово в інше місце в реченні, то воно було б прямішим і легшим для розуміння.

#### Муташабіх у значенні
Іноді явище муташабіх може статися через значення. У Корані є багато прикладів, пов’язаних з цим. Наприклад, атрибути Бога, Судний день, життя після смерті, нагороди Небес і труднощі. Пекло — це метафізичні речі, які людський розум не може повністю осягнути. Ісламські вчені дотримуються двох різних підходів у цьому відношенні; відповідно до першого, аяти муташабіх у зв’язку з Божественними атрибутами, наприклад, не стосуються Божого Я, Якого не можна пізнати в Його Сутності. Таким чином, вони вирішили віднести справжню природу таких атрибутів до Бога. По-друге, ці атрибутивні слова, які зовні здаються немислимими, слід тлумачити відповідно до Божественності Аллага. Проте деякі вчені також визнають право на метафоричність в олюдненні Аллага .

#### Муташабіх у словах та значенні
У певних аятах багатозначність виникає як із слова, так і з його значення і вимагає додаткових знань. Розглянемо аят:
«Тебе запитують про молодий місяць. Скажи: „Він визначає час для людей та для здійснення хаджжу“. Благочестя ж полягає не в тому, щоб входити до будинків через задні двері; але благочестивим є той, хто є богобоязливим. Тож входьте до будинків через двері їхні і бійтесь Аллага — можливо, матимете ви успіх!» (2:189)
Цей аят висвітлює випадок, коли люди запитують Пророка про молодики, і вимагає, щоб люди не пов’язували такі події із забобонами чи марновірною поведінкою, наприклад, входити в помешкання через задній вхід, а не передній. За часів невігластва люди, які здійснювали паломництво до Кааби, поверталися до своїх будинків через задні двері. Цей звичай був пов'язаний із уявленням про те, що прочанин став очищеним, а тому він не може входити через «неочищений» звичайний вхід. Аллаг висловив у вищезгаданому аяті, що така поведінка не тягне за собою нічого хорошого, і, отже, не впливає на праведність. Таким чином аят навертає до справжнього благочестя та щирої віри без додумок. Очевидно, що важко зрозуміти, що мається на увазі, не знаючи традиції арабів того часу.

### Скасування аятів
| " | Коли Ми змінюємо один аят на інший — Аллах краще знає, що відсилати — вони говорять: «Воістину, ти — брехун!» Але ж більшість із них не знає. Ан-Нахль 16:101 (Якубович) | " |

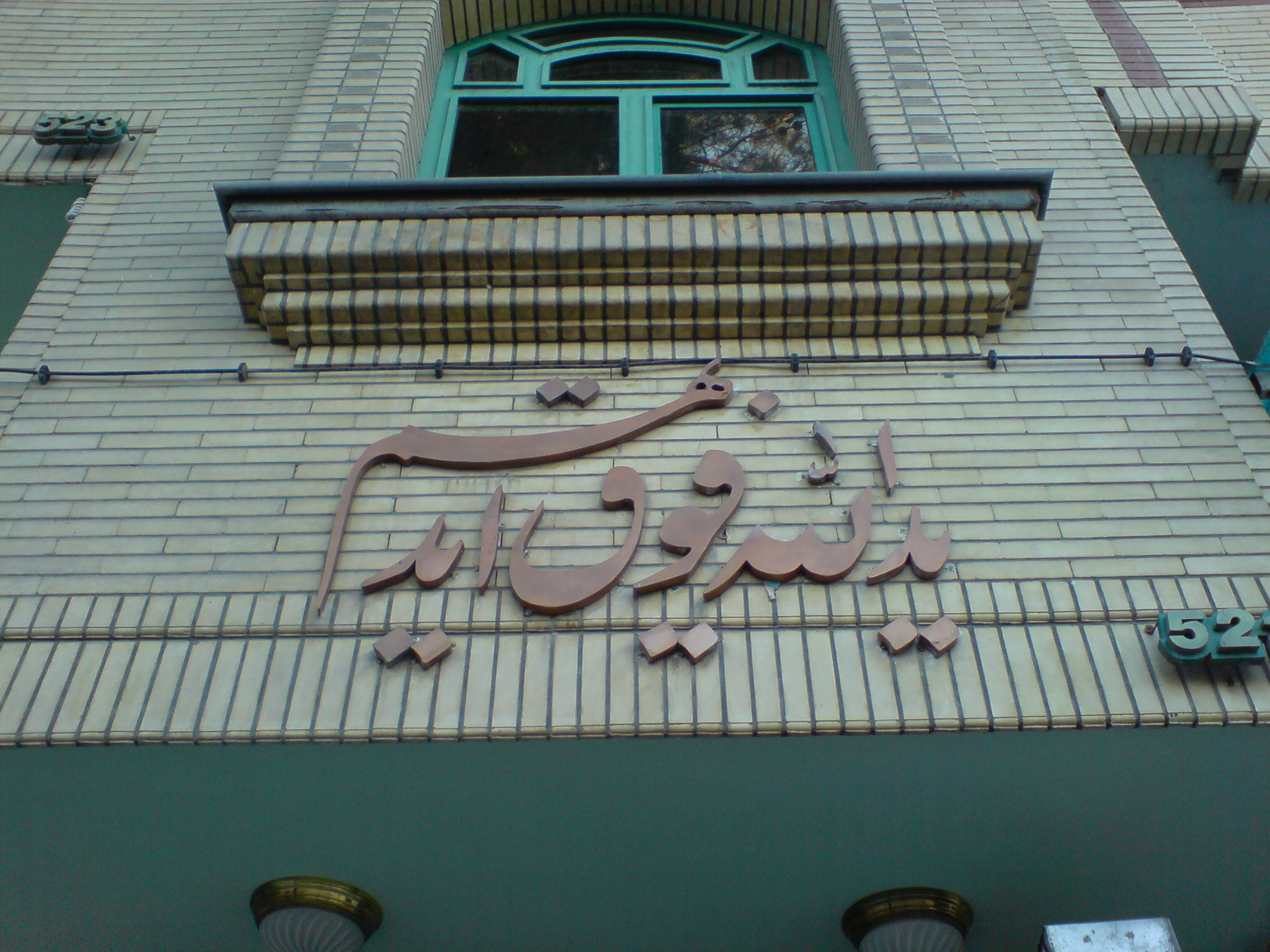
Аят на будівлі в Нішапурі (48:10)

Терміни «насх» та «мансух» означають «скасування», «видалення» та «зміну», «видозміну» відповідно. Доктрина анулювання або редакції певних зісланих аятів походить від мусульманських переказів, в яких стверджується, що коранічні аяти і приписи Пророка мінялися за його життя з волі всевишнього Господа і не можуть бути змінені після смерті Мухаммада, тому що в одному з останніх одкровень вказано:
«Заборонено вам мертвечину, кров, свинину, а також те, що забито не заради Аллага; і задушене, і забите на смерть, і те, що впало з висоти, і вбите рогами інших тварин, і вбите хижаком — хіба як виконаєте необхідні приписи. І заборонено вам зарізане на капищах поганських. Заборонено також гадати на стрілах. Усе це — гріх. Сьогодні ті, хто не вірував, втратили надію [знищити] вашу релігію. Не бійтеся їх, а бійтеся Мене! Сьогодні Я завершив вам вашу релігію, довів до кінця Свою милість до вас і схвалив іслам як вашу релігію. Якщо ж хтось змушений був [з’їсти заборонене], не бажаючи гріха, то Аллаг — Прощаючий, Милосердний!» (5:3)
Однак, іноді улеми практикують анулювання аятів у тому випадку, якщо вони суперечать один одному. У такому випадку перемагає хронологічно пізніший аят. Неясно також, коли і як ідея скасування віршів Корану виникла в ранній ісламській історії, зокрема в самому Корані не міститься жодних вказівок на те, який аят скасований, а який є натомість. На думку богословів, коли не було зрозуміло, як аналізувати суперечливі аяти, була висунута теорія скасування, але виникли розбіжності щодо степені скасувань, наприклад чи може Коран скасувати свій ж аят, що може розцінюватися як суперечливість Книги. На підтримку цієї ідеї наводяться такі аяти:
«Ми не скасовуємо та не дозволяємо забути жоден із Наших аятів, не замінивши його кращим чи рівним йому. Воістину, Аллаг спроможний на кожну річ!» (2:106)
«Аллаг скасовує те, що побажає, і встановлює те, що побажає. У Нього — Матір Писання.» (13:39)

### Загальна кількість аятів
Невірним антиісламським твердженням є те, що кількість віршів у Корані становить 6666. Загальна кількість віршів у Корані становить від 6210 до 6236 без урахування басмали. Підрахунок ускладнюється різними методиками та відсутності слів Мухаммада про точну кількість аятів. У Корані 114 сур, однак є лише 112 ненумерованих басмал, тому що сура Ат-Тауба промовляється без басмали на початку, а Аль-Фатіха пронумерована. Є ще одна басмала в середині аяту 30 сури Ан-Намль, але вона не включається, тому що вона вже додана як аят.
Загалом, існує сім шкіл, що мають свої методики підрахунку: перша мединська, друга мединська, мекканська, басрійська, дамаська, хомська та куфійська:
- перша мединська — Нафі аль-Мадані нарахував у Корані 6217 аятів. Цієї думки також притримувалися куфійці, а також імами аш-Шатібі й ад-Дані;
- друга мединська — Ісмаїл ібн Джафар нарахував 6214 аятів;
- мекканська — ібн Касір сказав про 6210 аятів;
- басрійська — Ата ібн Ясар аль-Гілалі та Асім аль-Джахдарі нарахували 6204 аятів;
- дамаська —Ях'я аз-Зімарі передав про 6227 аятів;
- хомська — Шурайх ібн Язід сказав про 6232 аяти;
- куфійська — від Алі ібн Абу Таліба передається про 6236 аятів.

Загалом, вчені єдині в тому, що в Священній Книзі не менш як 6000 аятів. Різні числа виникли з декількох причин:
- Пророк іноді зупиняв читання деяких аятів, вказуючи на завершення, подеколи читаючи разом. Разом із тим, деякі сахаба вважали об'єднані аяти як один;
- існують суперечки щодо басмали, богослови розійшлися стосовно питання, чи є басмала першим аятом Аль-Фатіхи, відповідно, кінцевий підрахунок може різнитися в залежності від сторони вченого в цій проблемі;
- те саме з мукаттою[7].

### Інше

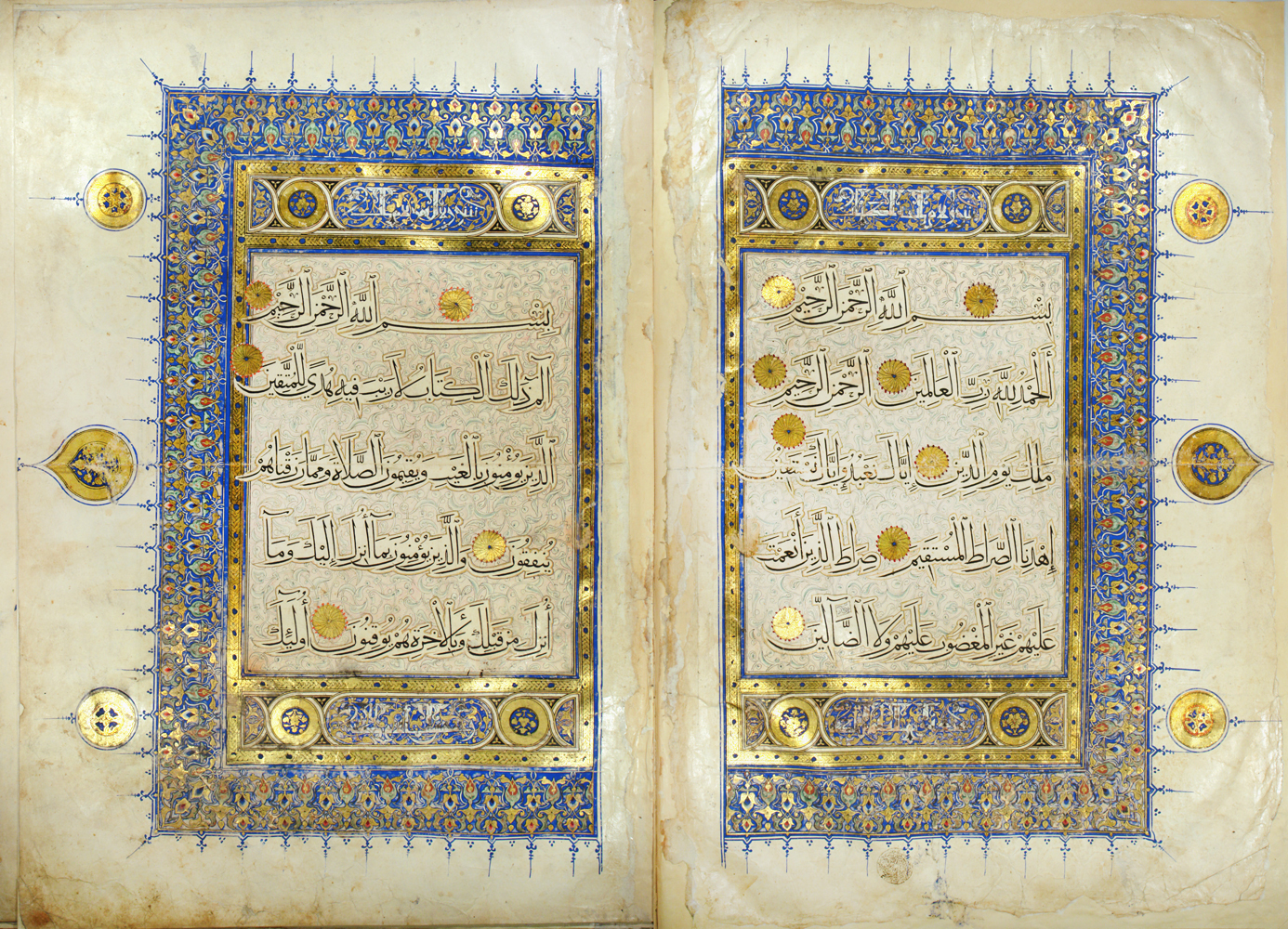
Щедро оздоблений фронтиспіс мамелюцького Корану, замовленого Аль-Хасаном (сер. XIV ст.)

Був спеціально створений символ Unicode для кінця аяту — U+06DD (۝).
Перший аят в Корані в хронологічному порядку містить сура Аль-Алак. Перший аят з традиційного порядку містить сура Аль-Фатіха. Останнім хронологічно посланим аятом коментатори вважають 281 аят Аль-Бакари. Вказані рядки відповідно:
«Читай! І Господь твій — Найщедріший, …» (96:3)
«Ім'ям Аллага Милостивого, Милосердного!» (1:1)
«Бійтесь того Дня, коли повернетеся ви до Аллага. Віддадуть кожній душі сповна за те, що вона собі здобула. І не вчинять із вами несправедливо!» (2:281)
Найдовший аят містить сура Аль-Бакара, в українському перекладі там 186 слів. Один із найкоротших — сура Ар-Рахман, який складається з всього двох слів. В Корані є декілька дуже коротких аятів. Вказані рядки відповідно:
«О ви, хто увірував! Якщо укладаєте договір боргу на певний термін, то записуйте це. І нехай писар записує це справедливо. Нехай не відмовляється записати його так, як навчив Аллаг. Нехай пише, а той, хто отримує позику, нехай диктує йому, і нехай боїться Аллага, та не применшує там нічого. А. якщо той, хто бере в борг, нерозумний або кволий, чи не може диктувати, то нехай диктує його опікун. Покличте двох свідків із ваших чоловіків. А якщо не буде двох чоловіків, то нехай буде один чоловік і дві жінки, яких ви згодні взяти за свідків. Якщо перша помилиться, то друга нагадає їй. Нехай свідки не відмовляються, коли їх запрошують. І не нехтуйте записувати угоду — малу чи велику — із зазначенням її терміну. Так буде справедливіше перед Аллагом, надійніше для свідчення та краще для уникнення сумнівів. Однак, коли це буде торгівля з розрахунком готівкою на місці, то не буде вам гріха, якщо не запишете цього. Але кличте свідків, коли укладаєте між собою торговельні угоди. Не можна кривдити ні писаря, ні свідка. А. якщо зробите так, то буде вам гріх! І бійтесь Аллага — Він навчає вас! Аллаг знає про кожну річ!» (2:282)
«Темно-зелені.» (55:64)

## Найвідоміші аяти Корану
- Аят аль-Курсі
- Аят Світла
- Аят Табліг
- Аят Татхір
- Аят Вілаєт
- Аят Ас-Сайф